# Pirates des Caraïbes (jeu vidéo)
Pour les articles homonymes, voir Pirates des Caraïbes (homonymie).
Pirates des Caraïbes est un jeu vidéo de type action-RPG développé par Akella et édité par Bethesda Softworks en 2003 sur Windows et Xbox. Parallèlement, une version exclusive sur Game Boy Advance, du fait de son format portable, a été développée par Pocket Studios.

## Système de jeu

### Lieux
Colonies britanniques
- Oxbay
- Redmond
- Greenford

Colonie française
- Falaise de Fleur

Colonie hollandaise
- Douwesen

Colonie espagnole
- Isla Muelle

Colonie portugaise
- Conceicao

Autres
- Khael Roa
- Gray Rock Bay
- Far Beach
- Octopus Bay

## Accueil
- Jeuxvideo.com : 14/20 (PC)[1] - 14/20 (XB)[2]